# François Lamy (teólogo)
François Lamy o Lami (Montireau, 29 de enero de 1636 - Saint-Denis, 11 de abril de 1711) fue un filósofo, teólogo y escritor francés, fraile benedictino de San Mauro.

## Vida
Hijo de Charles Lamy, que fue barón de Montireau, y de Elisabeth Grassard, que tras quedar viuda contrajo nuevo matrimonio con el marqués de Angennes,  
François estuvo dedicado en su juventud al oficio de las armas, hasta que a los veintitrés años de edad entró en religión en la abadía de Saint-Remi que la Congregación de San Mauro de la Orden de San Benito tenía en Reims. 
Fue profesor de Filosofía y Teología en los monasterios que la congregación tenía en Mont St-Quentin, St-Médard y St-Germain-des-Prés, y prior del de Rebais durante un breve periodo, hasta que en 1687 se retiró al de Saint-Denis, donde pasó el resto de sus días dedicado al estudio y a la redacción de sus obras.

## Obra
Dejó publicadas varias obras sobre teología y filosofía: 
- Paraphrase sur ces paroles de la profession religieuse, selon la Regle se Saint Benôit (París, 1687);
- Conjectures physiques de deux colonnes de nuées qui ont paru depuis quelques années (París, 1689);
- Vérité évidente de la religion chrétienne (París, 1694);
- Le nouvel athéisme renversé, ou réfutation du système de Spinoza, 3 vols., (París, 1696; Bruselas, 1711), refutación de las tesis de Baruch Spinoza;
- Sentiments de piété sur la profession religieuse (París, 1697);
- De la connaissance de soi-même, 6 vols., (París, 1694-1698; ibid., 1700);
- Lettre d’un théologien à un de ses amis (París, 1699), en defensa de la edición de las obras de San Agustín de Thomas Blampin;
- Plainte de l’apologiste des bénédictins à MM. les prélats de France (París, 1699), continuación de la anterior;
- Les saints gémissemens de l'ame sur éloignement de Dieu (París, 1701);
- Les leçons de la sagesse sur l'engagement au service de Dieu (París, 1703);
- Lettres philosophiques sur divers sujets importans (París, 1703);
- La Rhétorique de College traie par son apologiste dans son Traité de la véritable éloquence, contre celui de la Connoissance de soi-méme (París, 1704);
- Les premiers éléments des sciences, ou Entrée aux connoissances solides en divers entretiens proportionnés à la portée des començans, et suivis d'un Essai de Logique (París, 1706);
- L’Incrédule amené à la religion par la raison, (París, 1710);
- De la connaissance et de l’amour de Dieu, (París, 1712).